# Helmharpoenzwam
De helmharpoenzwam (Hohenbuehelia culmicola) is een schimmel behorend tot de familie Pleurotaceae. Hij leeft saprotroof (of necrotroof?) op de basis van opstaande stengels van helm (Ammophila arenaria) in de buitenste zeeduinen.

## Kenmerken

### Uiterlijke kenmerken
Hoed
De hoed heeft een diameter van (5-)10-24(-40) mm en is blauwgrijs van kleur. Hoed vorm is convex tot vlak met iets ingedeukt centrum.
Lamellen
De lamellen zijn lopen af op de steel en staan dicht bij elkaar. De kleur is wit-grijs tot creme-bleekoker en de lamelsnede is soms bruin tot grijszwart.
Steel
De steel heeft een lengte van 2-20 mm en een dikte van 1,5-6 mm. De steel is kort en excentrisch geplaatst.
Geur
De geur is sterk melig.
Sporenprint
De sporenprint is wit.

### Microscopische kenmerken
De sporen zijn ellipsoïde tot langwerpig of iets boonvormig, dunwandig, niet amyloïde en meten (8,0-) 9,0-11,0(-12,0) × (4,5-)5,0-6,0(-7,0) μm. Het Q-getal ligt tussen 1,4-2,3 met een Q-avg van 1,6-1,9. De cystiden zijn harpoenvormig waar het zijn naam aan dankt. De basidia meten zijn 4-sporig, knotsvormig, met gespen en meten 22-40 × 7-11 μm. De pileipellis is een trichoderm dat bestaat uit ee viltig laagje van verweven, kleurloze, gladde, gelatineuze, cilindrische hyfen.

## Verspreiding
De helmharpoenzwam komt voor in Europa, Australië. Er zijn ook een beperkt aantal waarnemingen bekend uit Zuid-Amerika en Antarctica.
In Nederland komt deze zwam vrij zeldzaam voor. Hij staat op de rode lijst in de categorie 'bedreigd'. Hij groeit uitsluitend bij helm langs de zeereep in de kustduinen. In 1984 werd de helmharpoenzwam voor het eerst in Nederland ontdekt op Goeree in Zeeland. 